# Pontaury
Pontaury is een plaats in de Belgische gemeente Mettet in de provincie Namen.
De kern Pontaury is ten noorden van Mettet ontstaan en is al vermeld in de 16e eeuw. Het ontstond als gehucht aan de rand van een bosmassief ten noorden van Mettet, net als zoals Devant-les-Bois en Bossière (dat binnen de grenzen van de deelgemeente Saint-Gérard ligt). Dit bosmassief is sterk gekrompen vanaf halfweg de 19e eeuw door rooiing, maar sinds eind jaren 1920 is het bosbestand weer licht toegenomen. De naam Pontaury verwijst naar pont au ri ('brug over de beek').

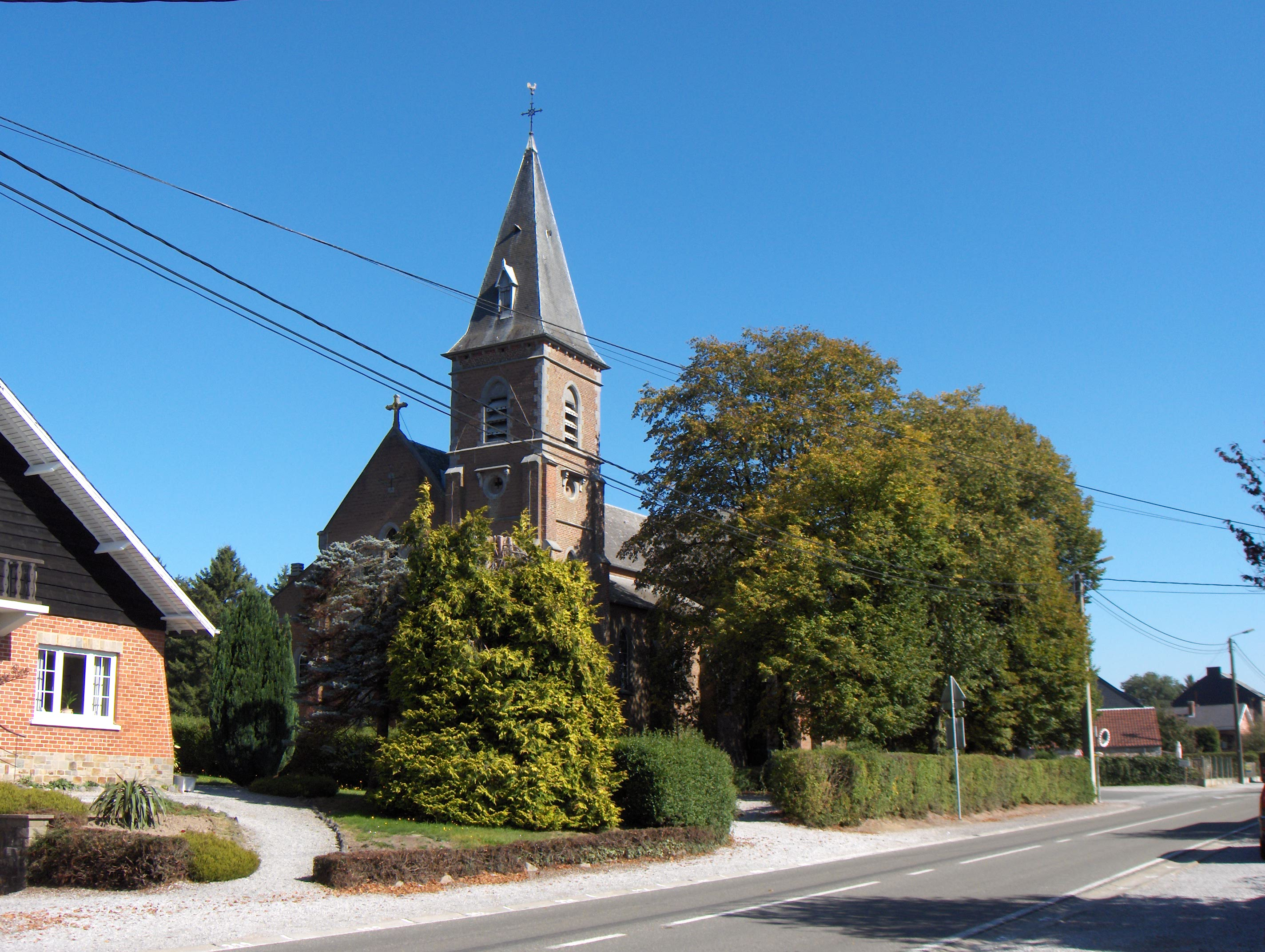
Pontaury met Sint-Antonius van Paduakerk (1896)

Pontaury wordt doorkruist door de N933 en de N98.